# デ・サローン
デ・サローン（De Saloon）は、チリ出身の3人組ロックバンドである。

## メンバー
- Jean Pierre Duhart（ジャン・ピエール・ドゥハート、1978年5月27日）
ボーカル、ギター担当。愛称：Piero（ピエロ）。
- Roberto Arancibia（ロベルト・アランシビア、1月31日）
ベース担当。愛称：Otto（オット）。
- Ricardo Barrenechea（リカルド・バレネチェア、4月25日）
ドラム担当。愛称：Richy（リッチー）。

## エピソード
- 1997年、コンセプシオンに結成。ローカルバンドとして始まった。
- 1999年、初のデモテープ「Esfumar」はローカルラジオでヘビーローテーションをした。
- 2003年、幾多の延期を経てアルゼンチンのレーベルより1stアルバムでデビュー。アルバムは3,000枚を売り上げた。
- 2004年、開催されるMTVラテン大賞にて「最優秀新人アーティス賞」にノミネートされた。同年、1stアルバムがメキシコで発売され、それからチリで2ndアルバム「Morder」を発売。
- 2005年、レコード会社をEscarabajoに移籍。新しいレーベルで前のアルバム2枚は再リリースされた。
- 2006年、3rdアルバム「Abrázame」を発売。
- 2007年、レコード会社をフェリア・ミュージックに移籍。ビオレータ・パラのトリビュートアルバムに有名な楽曲「Qué pena siente el alma」をカバーした。
- 2008年、4thアルバム「Delicada Violencia」を発売。

## ディスコグラフィ
- 2003年：De Saloon（日：デ・サローン）
- 2004年：Morder（日：噛み付く）
- 2006年：Abrázame（日：抱きしめて）
- 2008年：Delicada Violencia（日：微妙の暴力）